# Сушково (Шарканський район)
Сушко́во (рос. Сушково) — присілок у складі Шарканському районі Удмуртії, Росія.

## Населення
Населення — 38 осіб (2010; 37 у 2002).
Національний склад станом на 2002:
- удмурти — 70 %

## Урбаноніми[3]
- вулиці — Джерельна